# Active Stealth
Active Stealth ist ein amerikanischer Actionfilm, gedreht unter Regie von Fred Olen Ray, aus dem Jahr 1999.

## Handlung
Die US-Streitkräfte entwickeln ein geheimes, für den Radar unsichtbares Stealth-Flugzeug. Es soll bei der Befreiung von Soldaten verwendet werden, die ein zentralamerikanischer Drogenbaron gefangen hält. Das Flugzeug wird von den Terroristen gestohlen.
Der Hubschrauberpilot Captain Murphy, der vor einem Jahr erfolglos die Befreiung eines US-Senators versuchte, erlebt eine Ehekrise. Seine Frau ist unfruchtbar. Captain Murphy wird beauftragt, das gestohlene Flugzeug wiederzubeschaffen.

## Kritiken
- Ed Gonzalez im „Apollo Guide“: Der Film sei tempoarm, es existiere beinahe keine Handlung. Er bestehe zur Hälfte aus Schießereien. Alles sei eintönig und vorhersehbar. Die versteiften Charaktere würden keine Emotionen zeigen.[2]
- Prisma: „Solider Kriegskracher“.[3]

## Dies und das
Gedreht wurde der Film in Kalifornien, unter anderen Drehorten auf dem Van Nuys Airport.